# Torre de Casa el Arrendador
La Torre de Casa el Arrendador es una casa torreada que se encuentra en Araguás, pequeña localidad perteneciente al municipio del Pueyo de Araguás, comarca de Sobrarbe, provincia de Huesca, Aragón, España.

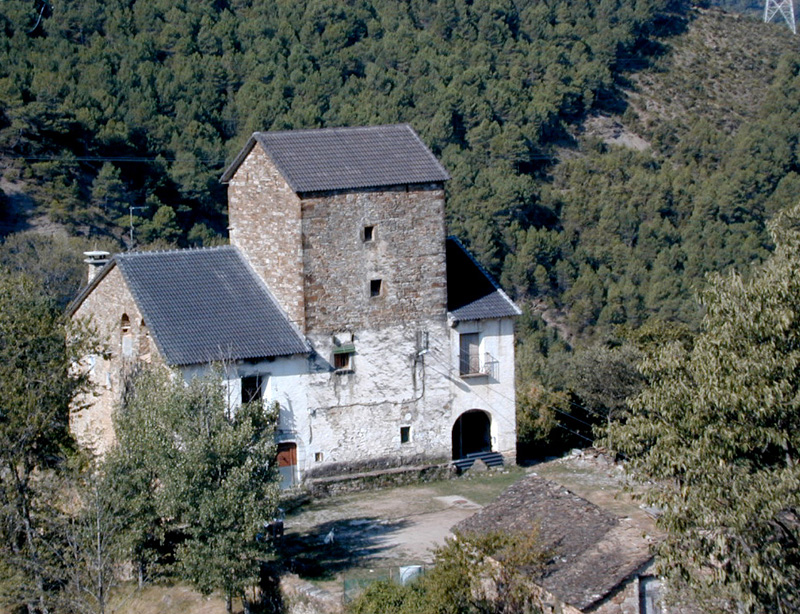
Torre defensiva con construcciones laterales adosadas.

## Descripción
La torre, de cuatro plantas, con vanos de diferentes épocas con dos cuerpos adosados de desigual altura, aunque ambos tienen tres pisos. En el edificio aparecen inscritas los siguientes años: 1761 y 1767.
La construcción original corresponde al siglo XVI, aunque con posterioridad ha sufrido modificaciones y ampliaciones.
Esta casa está situada en el casco urbano y cumplió en tiempos misiones defensivas. Cabe destacar su torre de gran altura de mampostería, de planta cuadrangular y dos cuerpos, y reforzada con sillar en las esquinas construidas entre los siglos XIV y XVII, así como las aspilleras
en alguna de sus fachadas. En la actualidad la mitad de ella se encuentra encalada al igual que otros edificios de construcción moderna levantados junto a ella.
La torre, toda ella de mampostería, presenta al exterior cuatro cuerpos en altura, marcados por otras tantas ventanas, algunas de apertura relativamente reciente y otras, más antiguas, de jambas y dinteles monolíticos de arenisca. En los dinteles aparecen las fechas 1761 y 1767. También destacan los dos vanos de la falsa abiertos en el lateral del cuerpo